# Guillaume Granier
Pour les articles homonymes, voir Granier.
Guillaume Granier est un homme politique français né le 8 novembre 1788 à Montpellier (Hérault) et décédé le 27 août 1856 à Montpellier.
Manufacturier, fournisseur de la Marine, il est maire de Montpellier, conseiller général, président de la chambre de commerce et député de l'Hérault de 1830 à 1848. Parlementaire peu assidu, il vote en général avec la majorité conservatrice soutenant la Monarchie de Juillet.

## Sources
- « Guillaume Granier », dans Adolphe Robert et Gaston Cougny, Dictionnaire des parlementaires français, Edgar Bourloton, 1889-1891 [détail de l’édition]